# トップフリーダム

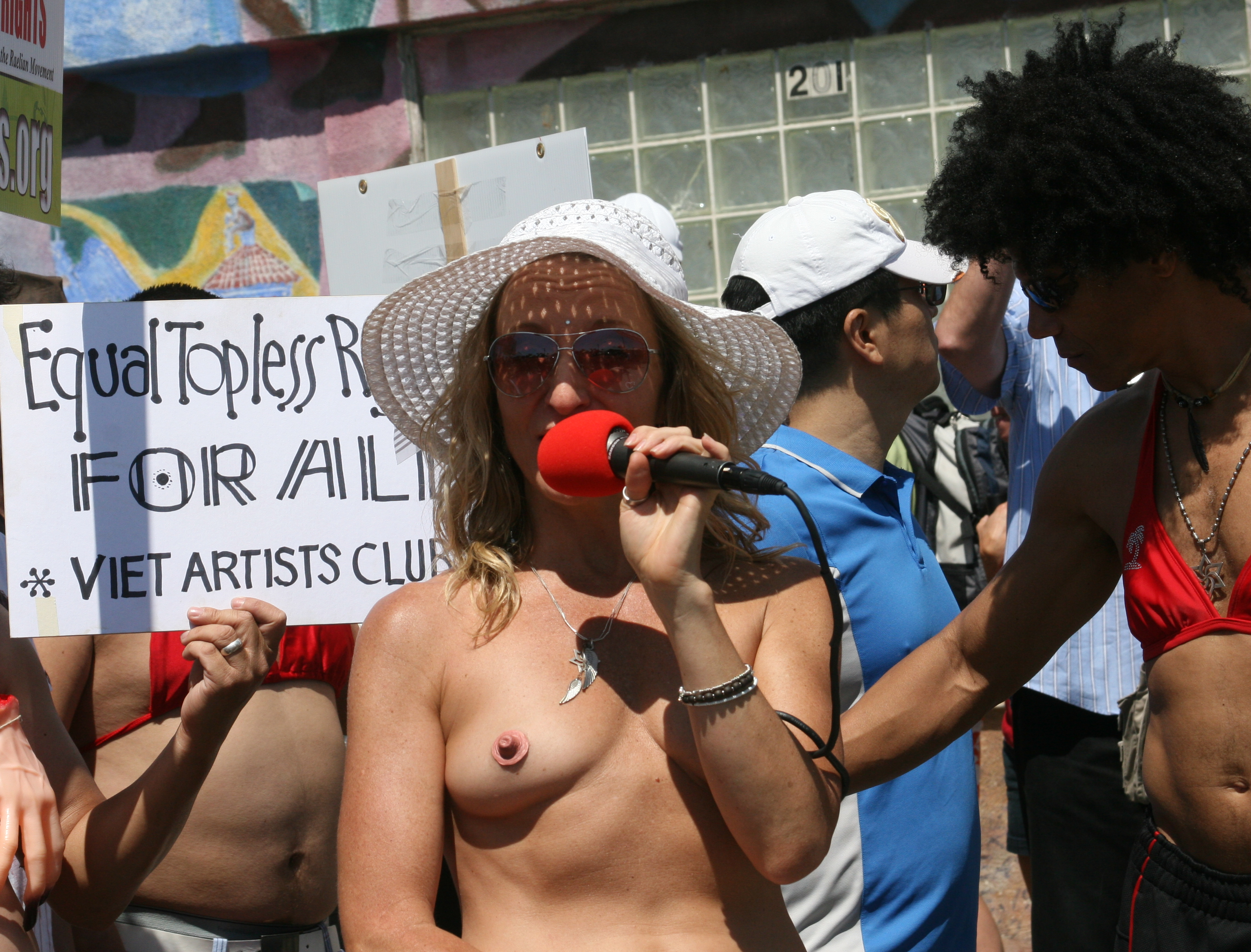
男性が上半身裸になることができる場所なら、女性も上半身裸になることができる権利を求めて抗議する女性のグループ。2011年のカリフォルニア州ヴェニス

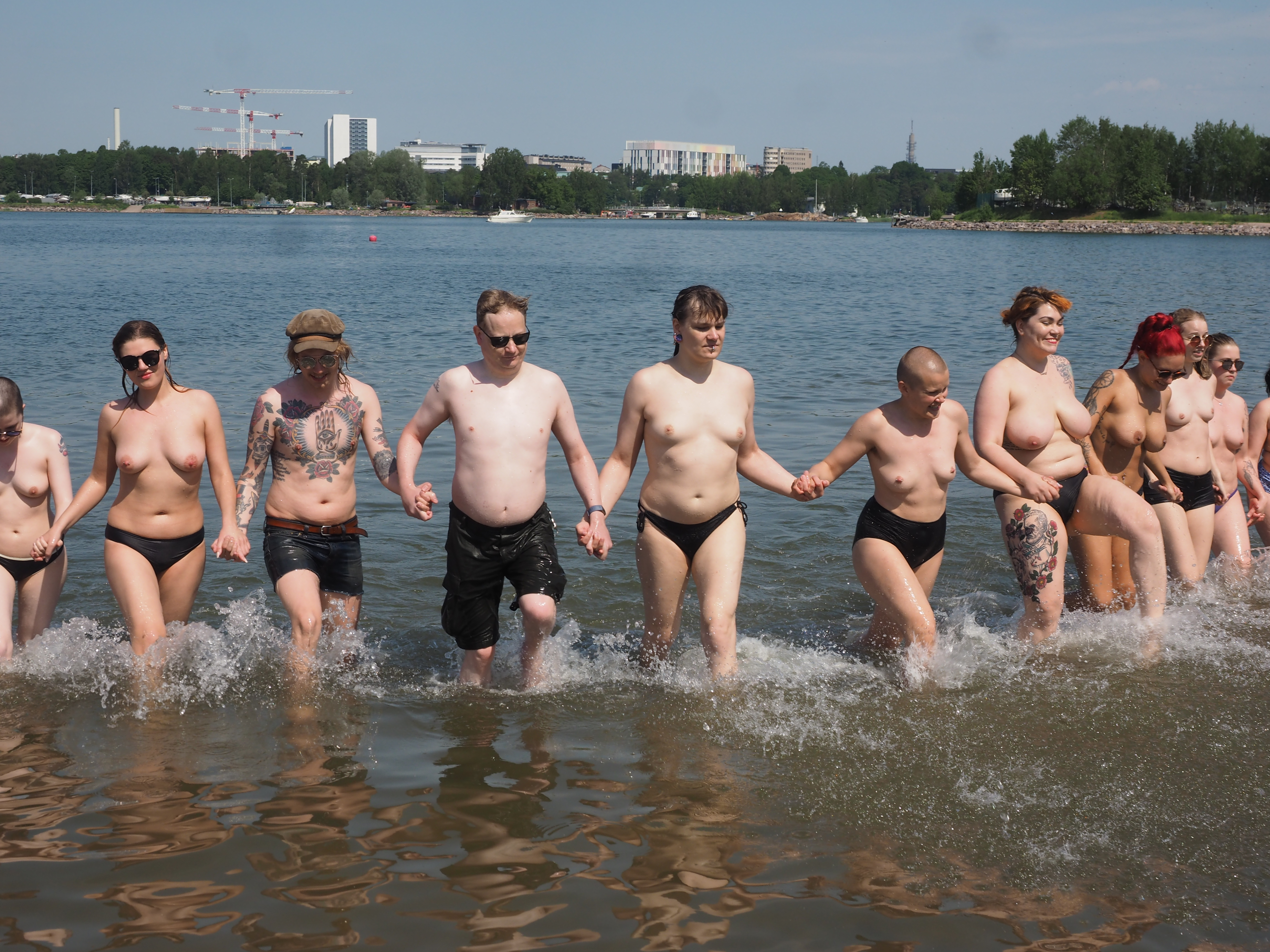
フィンランドのヘルシンキのビーチで、トップレスの女性と男性のグループが、日光浴のためにトップレスになった女性がヒュヴィンカーのビーチから追い出された後に抗議した

トップフリーダム（Topfreedom）は、男女同権の一形態として、男性が半裸になることが許可されている公共の場所で、女性がトップレスになることを可能にする法律の変更を求める文化的および政治的運動。具体的には、この運動は、公の場で胸を露出させる女性の権利を制限する法律の廃止または覆すことを求めている。 
また、トップフリーダムの支持者たちは、母親が公共の場で公然と母乳育児を行えるようにすることを求めている。 

## 社会的、法的な問題
イスラム系の国々では乳首や乳輪を露出するする女性(トップレスの女性)は不謹慎で、社会的な規範に反するとみなされている。多くの法律では、トップレスは、公然わいせつ、わいせつな露出、または秩序を乱す行為として告発される可能性がある。. そうした行為が合法的であるかどうかとは無関係に、トップレスの女性が嫌がらせを受けることもある。トップレスの支持者は、乳房を性の対象またはわいせつなものと見なす世の中の態度を変えようとしている。

ヨーロッパのいくつかの国では、性的な目的以外でのトップレスは犯罪とは扱われなくなっている。ヨーロッパのいくつかの地域では、ビーチでトップレスで泳いだり日光浴をすることが容認されているが、この習慣は多くの場所で議論を引き起こしており、殆どの場所で一般的になっていると言えない。ヨーロッパの公共プールは自治体の設置したもので民間組織として扱われ、ドレスコード(トップレスの禁止といった)を設定することが許されている。

### 母乳育児
世界中の多くの国々では、公共の場での授乳は珍しいことではない。2006年から2010年、及びそれ以前、米国では公共の場で授乳したため、サービスを拒否されたり、嫌がらせをされたりした女性がいるという事件が多くのニュースで報道された。これを受けて、米国の大多数の州で、公共の場での授乳を明確に許可するという法律が可決された。
米国連邦政府は、1999年に、「女性と子どもがその場所にいて問題がないのであれば、女性は連邦政府の建物内でも、連邦政府の所有する土地のどの場所でも子どもに授乳することができる」と具体的に規定した法律を制定した。しかしながら、これらの法律は、通常、レストラン、航空会社、ショッピングモールなどの私有地や民間組織の建物に課されている規則には適用されない。